# Sandra Farmer-Patrick
Sandra Farmer-Patrick (geb. Farmer; * 18. August 1962 in Kingston, Jamaika) ist eine US-amerikanische Leichtathletin und Olympiateilnehmerin jamaikanischer Herkunft.
Seit 1990 für die USA antretend, gewann sie bei den Olympischen Sommerspielen 1992 in Barcelona die Silbermedaille beim 400-Meter-Hürdenlauf hinter der Britin Sally Gunnell (Gold) und vor der US-Amerikanerin Janeene Vickers (Bronze).